# Decachela discata
Decachela discata là một loài nhện biển trong họ Ascorhynchoidea (incertae sedis). Chúng được miêu tả khoa học năm 1939 bởi Hilton.